# Thorlaksonius subcarinatus
Thorlaksonius subcarinatus är en kräftdjursart som beskrevs av Edward Lloyd Bousfield och Hendrycks 1994. Thorlaksonius subcarinatus ingår i släktet Thorlaksonius och familjen Pleustidae. Inga underarter finns listade i Catalogue of Life.